# Clupeonella cultriventris
Clupéonelle, Clupeonelle
Espèce
Synonymes
- Clupeonella delicatula (Nordmann, 1840)[1]

Statut de conservation UICN

 LC  : Préoccupation mineure
Clupeonella cultriventris, appelé Clupéonelle, Clupeonelle ou Sardelle pontique, est une espèce de poissons de la famille des Clupeidae.

## Systématique
L'espèce Clupeonella cultriventris a été initialement décrite en 1840 par Alexander von Nordmann sous le protonyme de Clupea cultriventris.

## Répartition
Cette espèce est présente dans le Nord-Ouest de la mer Noire, dans la mer d'Azov et dans la mer Caspienne, ainsi que dans tous les cours d'eau qui s'y jettent et ce jusqu'à 60 km à l'intérieur des terres.

## Description
Clupeonella cultriventris peut mesurer jusqu'à 14,5 cm mais sa taille habituelle est d'environ 10 cm. Cette espèce peut vivre jusqu'à 5 ans.

## Étymologie
Son épithète spécifique, du latin culter, « couteau », et ventris, « ventre », lui a été donnée en référence aux dentelures aiguisées le long de son abdomen.